# 竹内喜三郎
竹内 喜三郎（たけうち きさぶろう、1905年9月4日 - 1989年3月7日）は、昭和時代の研究者、経営者。大阪府大阪市出身。

## 来歴
- 1929年4月 京都帝国大学（現京都大学）卒業後、大日本セルロイド（現ダイセル）に入社。写真乳剤の研究を行う。
- 1934年1月 富士写真フイルム株式会社（現富士フイルム）創立に伴い転籍。富士フイルム副社長、富士写真光機（現フジノン）社長を歴任。
- 1962年2月 富士ゼロックス株式会社（現富士フイルムビジネスイノベーション）発起人。
- 1971年 藍綬褒章を受章[1]
- 1976年4月 写真工業の技術の確立に努めた功績で勲三等旭日中綬章を受章。
- 1989年3月 死去。